# Mladý muž a bílá velryba (film)
Mladý muž a bílá velryba je československý film z roku 1979, který natočil Jaromil Jireš podle stejnojmenného románu Vladimíra Párala, součásti Páralovy tzv. bílé pentalogie. Příběh dává do protikladu optimismus a pesimismus, odsuzuje kariérimus a chladné kalkulování.

## Obsazení
| Eduard Cupák      | Viktor Panc            |
| Ivan Vyskočil     | Břéťa                  |
| Jana Brejchová    | Ing. Edita Beningerová |
| Zlata Adamovská   | Naďa                   |
| Zdeněk Blažek     | převozník              |
| Naďa Konvalinková | Miluška                |
| Soběslav Sejk     | ředitel                |
| Alois Švehlík     | Líbal                  |
| Karel Heřmánek    | Udo                    |
| Vítězslav Jandák  | Ládín                  |